# Orthopodomyia sampaioi
Orthopodomyia sampaioi är en tvåvingeart som beskrevs av Lima 1935. Orthopodomyia sampaioi ingår i släktet Orthopodomyia och familjen stickmyggor. Inga underarter finns listade i Catalogue of Life.